# بابلو زيرولد
بابلو زيرولد (بالإسبانية: Pablo Zierold)‏ (1915 – 6 أكتوبر 1982) هو سبّاح مكسيكي راحل، مثّل بلاده في الألعاب الأولمبية الصيفية 1932.

## روابط خارجية
بابلو زيرولد على موقع الاتحاد الدولي للسباحة (الإنجليزية)
- بابلو زيرولد على موقع اللجنة الأولمبية الدولية (الإنجليزية)
- بابلو زيرولد على موقع أوليمبيديا (الإنجليزية)